# 張勛傑
張 勛傑（ちょう くんけつ、マイケル・チャン Michael Zhang、1980年5月16日 - ）は台湾の俳優。

## プロフィール
- 身　長：182cm
- 体　重：72kg
- 血液型：O型
- 星座：牡牛座
- 出　身：台湾（国籍：中華民国）

## 出演作

### ドラマ
- 2000年 廣電基金（天使少年）
- 2003年（麻辣高校生）- 楊立業 役
- 2003年 アウトサイダー〜闘魚〜（鬥魚）- 楊勳奇 役
- 2004年 （王牌天使/吾家有女）- 佳倩的追求者 役
- 2004年 アウトサイダー〜闘魚〜＜セカンド・シーズン＞（鬥魚2）- 楊勳奇 役
- 2004年 （眉飛色舞）- 徐澈 役
- 2006年 中國大陸（籃球部落）- 風雪新 役
- 2006年（大老婆小老公）- 陳凱文 役
- 2007年 白衣の恋（白袍之戀）- 莫凡 役
- 2007年（18禁不禁）-第4集ゲスト出演 街頭薩克斯風演奏家
- 2007年（剪刀石頭布）- 陳克洛 役
- 2007年 中國大陸（芸娘）- 李俊 役
- 2008年 緯來電影台（鬼情書　數位電影 ）- 嚴凱 役
- 2008年 ホット・ショット（籃球火〜Hot Shot〜）- 殘 役
- 2008年（至尊玻璃鞋）- 莊仁赫 役
- 2008年（原來我不帥）- 方文康 役
- 2009年 僕だけのプリンセス（王子看見二公主）- 李晨曦 役
- 2010年 君には絶対恋してない!〜Down with Love（就想賴著妳）- 齊可中 役
- 2011年（艋舺燿輝）- 呂文浩 役
- 2011年（男女生了沒）- 姚廷君 役
- 2011年 進め!キラメキ女子（小資女孩向前衝）- 傑克 役
- 2012年 ティアモ・チョコレート〜甘い恋のつくり方〜（愛上巧克力）- 方家瑞 役
- 2013年（美味的想念）- 傅在宇 役
- 2014年 もう一度プロポーズして～I do²（再說一次我願意）- 紀時宇 役
- 2015年（軍官·情人）- 朱昱廷 役
- 2016年（海海人生）- 張宣豪 役

### 書籍
- 2008年《這樣把妹了不起》（台湾 尖端出版社）

### MV出演
- 2000年 蔡依林《什麼樣的愛》
- 2001年 杜德偉《彩虹》
- 2001年 汪佩蓉《放手》
- 2001年 呂方《GOODBYE》
- 2004年 F.I.R《我們的愛》
- 2010年 江明娟《海是你》